# Lương Sơn Tuyết
Lương Sơn Tuyết (? – tháng 9 năm 1967) là một sĩ quan Quân đội nhân dân Việt Nam, Anh hùng Lực lượng vũ trang nhân dân.

## Tóm lược
Lương Sơn Tuyết là người dân tộc Kinh, quê ở xã Kỳ Lâm, huyện Sơn Dương, tỉnh Tuyên Quang. Ông giữ chức vụ Tiểu đội trưởng bộ binh thuộc Đại đội 5, Tiểu đoàn 1, Trung đoàn 174, Sư đoàn 316. Tháng 9 năm 1967, Lương Sơn Tuyết cùng các đồng đội chiến đấu dũng cảm và hi sinh trên điểm cao Phu Kẹng.
Ngày 25 tháng 8 năm 1970, Lương Sơn Tuyết được Nhà nước tuyên dương danh hiệu Anh hùng Lực lượng vũ trang nhân dân.
Tên của ông được đặt cho một con đường ở thành phố Tuyên Quang.
Em trai ông là Lương Trung Nghĩa, từng làm công nhân ở bến phà Bình Ca. Ông kết hôn với bà Ma Thị Thanh, một nhân viên lâm nghiệp, hai người có với nhau một người con gái.